# HD 155448
HD 155448 är en multipelstjärna i den norra  delen av stjärnbilden Skorpionen. Den har en kombinerad skenbar magnitud av ca 8,72 och kräver en kraftig handkikare eller ett mindre teleskop för att kunna observeras. Baserat på parallax enligt Gaia Data Release 3 på ca 0,957 mas, beräknas den befinna sig på ett avstånd på ca 3 400 ljusår (1 050 parsek) från solen.

## Observation
Parallaxmätningar 1997 av rymdsonden Hipparcos gav HD 155448 ett avstånd på 1 976 ljusår med en felmarginal som är större än själva parallaxen. Den nya Hipparcos-reduktionen gav ett avstånd på 6 272 ljusår, men fortfarande med en statistisk felmarginal som är större än parallaxvärdet. Gaia-parallaxer finns tillgängliga för de synliga komponenterna. För komponent C är parallaxerna Gaia Data Release 2 och Gaia Early Data Release 3 (EDR3) både negativa och något meningslösa. För komponenterna A, B och D är Gaia EDR3-parallaxerna 0,9566 ± 0,0440 mas, 0,8401 ± 0,0384 mas, respektive 0,7837 ± 0,0263 mas, vilket ger ett avstånd av ca 4 000 ljusår.
Före 2011 misstogs denna stjärna som antingen en Herbig-Ae/Be-stjärna eller ett post-AGB-objekt. När systemet studerades 2011 antogs det ursprungligen bara innehålla fyra stjärnor (eller åtminstone mer än två stjärnor). År 2011 drog en studie utförd vid European Southern Observatory i Chile slutsatsen att "B"-stjärnan faktiskt är en dubbelstjärna, vilket omklassificerade HD 155448 till ett femdubblat stjärnsystem, HD 155448 A, B, C och D. Perioder har uppskattats till 27 000 år för Bab, 59 000 år för AB, 111 000 år för Ac och 327 000 år för AD. En analys 2011 visar dock att stjärnorna inte är gravitationsmässigt bundna till varandra.
Alla stjärnor är för närvarande på ZAMS. För närvarande har primärstjärnan en massa som är större än 7 solmassor och en effektiv temperatur på 25 000 K, medan följeslagarna har massor som sträcker sig från 3-6 gånger solens massa och temperaturer från 10 000-16 000 K.